# 紅蒴立碗蘚
紅蒴立碗蘚（学名：Physcomitrium eurystomum）为葫蘆蘚科立碗蘚屬下的一个种。